# Chellala
Chellala là một đô thị thuộc tỉnh El Bayadh, Algérie. Dân số thời điểm năm 2002 là 3.745 người.